# Villa de la Saulaie
La villa de la Saulaie est une voie située dans le quartier du Père-Lachaise du 20e arrondissement de Paris.

## Situation et accès
La villa de la Saulaie est desservie à proximité par la ligne 2 à la station Alexandre Dumas.

## Origine du nom
Elle doit son nom aux saules blancs qui y furent plantés.

## Historique
La villa de la Saulaie est une voie privée ouverte dans les années 1990 qui a pris sa dénomination par un décret municipal du 16 décembre 1998.